# Костерхавет (национальный парк)
Костерхавет (швед. Kosterhavet) - первый морской национальный парк Швеции, находится на границе с Норвегией, в лене Вестра Ёталанд. Парк включает в себя воды вокруг островов Костер и их берега. Основан в 2009 году.

## Национальный парк
Глубокий (200 м) Костерский фьорд отличается низкой температурой (-7 - 5°С) и высоким содержанием соли. Всё это делает его уникальной средой обитания - из более чем 6000 видов, обитающих там, 200 эндемичны для Швеции.